# Smicroplectrus cornutus
Smicroplectrus cornutus är en stekelart som beskrevs av Dmitriy R. Kasparyan 1990. Smicroplectrus cornutus ingår i släktet Smicroplectrus och familjen brokparasitsteklar. Inga underarter finns listade i Catalogue of Life.